# Allan R. Bomhard
Allan R. Bomhard (* 1943 in Brooklyn, New York) ist ein US-amerikanischer Linguist. Er studierte an der Fairleigh Dickinson University (Hunter College) und der City University of New York. Sein Arbeitsschwerpunkt als Sprachwissenschaftler ist die Indogermanistik und die Untersuchung der nostratischen und eurasiatischen Makrofamilie.

## Werke
- Allan R. Bomhard
  - 1984: Toward Proto-Nostratic:  A New Approach to the Comparison of Proto-Indo-European and Proto-Afroasiatic.  (= Current Issues in Linguistic Theory, vol. 27, Hrsg. E. F. K. Koerner.)  Amsterdam:  John Benjamins.  356 pp.
  - 1996: Indo-European and the Nostratic Hypothesis.  Charleston, SC:  SIGNUM Desktop Publishing.  265 pp.
  - 2008:    Reconstructing Proto-Nostratic:  Comparative Phonology, Morphology, and Vocabulary.  Leiden and Boston, MA:  E. J. Brill.  2 vols.  1,820 pp.
  - 2024:    A Sketch of Proto-Indo-Anatolian Phonology. Florence, SC USA. 175 pp.

- Yoël L. Arbeitman and Allan R. Bomhard (eds.)
  - 1981: Bono Homini Donum:  Essays in Historical Linguistics in Memory of J. Alexander Kerns.  (= Current Issues in Linguistic Theory, vol. 16, parts I and II, Hrsg. E. F. K. Koerner.)  Amsterdam:  John Benjamins.  1,076 pp.

- Allan R. Bomhard and John C. Kerns
  - 1994: The Nostratic Macrofamily:  A Study in Distant Linguistic Relationship.  Berlin, New York, NY, and Amsterdam:  Mouton de Gruyter.  932 pp.
- J. Peter Maher, Allan R. Bomhard, and E. F. K. Koerner (eds.)
  - 1982: Papers from the 3rd International Conference on Historical Linguistics.  (= Current Issues in Linguistic Theory, vol. 13.)  Amsterdam:  John Benjamins.  434 pp.

| Personendaten    | Personendaten              |
| ---------------- | -------------------------- |
| NAME             | Bomhard, Allan R.          |
| KURZBESCHREIBUNG | US-amerikanischer Linguist |
| GEBURTSDATUM     | 1943                       |
| GEBURTSORT       | Brooklyn, New York         |